# ブラックマヨネーズ
ブラックマヨネーズは、吉本興業に所属する日本のお笑いコンビ。略称は「ブラマヨ」。1997年結成。『M-1グランプリ2005』王者。

## メンバー
小杉 竜一（こすぎ りゅういち、1973年7月5日 - ）（52歳）
ツッコミ担当、立ち位置は向かって左。

吉田 敬（よしだ たかし、1973年6月27日 - ）（52歳）
ボケ担当、立ち位置は向かって右。

## 来歴
- 1994年、NSC大阪校13期出身の同期として出会う。在学中から小杉は「関西キング」、吉田は「ツインテール」と別々のコンビを結成していたが、小杉の元相方が結婚を期に引退。それをきっかけに吉田が小杉を誘う形で1997年にコンビを結成した。小杉がコンビを解散してから、小杉の母親が「アンタ、吉田君と組み」ときっかけを作った。吉田が小杉にコンビ結成を頼みに行った際、吉田は母親の軽自動車を借りて小杉宅へ行ったが小杉宅には高級車が止まっており、「こいつ、すぐに芸人に見切りをつけるんちゃうか？」と心配した吉田は「コンビ解散を切り出したら3,000万円支払う」という誓約書を小杉に書かせようとした[1]。その発言の後、吉田によるコンビ結成のプロポーズに小杉がOKを出した。また、2009年に小杉が『やりすぎコージー』（テレビ東京）で明かした話によると、当時吉田とコンビを組んでいた和田義浩が、小杉は自分を気遣って吉田とコンビを組むことを躊躇しているのだろうと考え、自ら小杉に吉田とコンビを組むよう説得していた。番組で小杉がその話をするまで、吉田はそのことを全く知らなかった。和田は2015年現在では放送作家に転身し、両者の裏方として支えている[2]。
- 2005年12月25日の『M-1グランプリ2005』では、優勝コンビに比べて優勝後の全国ネットでのメディア出演が少なかった。2007年頃からはキャラも浸透し始めて少しずつ全国区でのテレビ出演が増え、『M-1』王者には珍しい「時間差ブレイク」を起こした[3]。ただし2人はこの見方に対してやや否定的で、「関西での仕事ばかりしていただけ」「自分達では全力疾走してたけど周りからは歩いているようにしか見えてなかったのかも」と振り返っている[4]。
- 東京に家を借りるなど、本格的な東京進出はコンビ結成から10年の節目である2008年になってからだった。共に将来的には大阪に家を購入し、拠点を大阪へ戻したいと考えている。ただしそのタイミングは決めておらず、東京のテレビに需要のある限りは今の状態を続けたいと話している。吉田は「大阪の漫才文化が好き」「庭付きの家が欲しいが東京の地価はおかしすぎる」等の理由を挙げている[5]。その後、2021年に吉田が家族とともに大阪に移住しており、東京で暮らす小杉と別拠点での生活となっている。
- 同年12月29日放送『ネプリーグ年末SP』（フジテレビ）ではゲスト（よしもと芸人）チームとして参加、優勝を果たした。また、ボーナスステージのトロッコアドベンチャーでも一度100万円を獲得している。
- 吉田は一度もコンビを解散しようと思ったことはない。小杉はブラマヨとして初の単独ライブへ向けた練習中、吉田からの指示が細かく日によって変化することに嫌気が差し、「このライブ終わったら解散しようかな」と一度だけ考えた。しかし指示通りにやったライブのウケが良かったため、思い止まったという[6]。

## エピソード

### コンビ名の由来
コンビ名の由来は、Mr.Childrenのように正反対でアンバランスな意味の単語を組み合わせたもの。マヨネーズという身近なものの名前を入れることで、「マヨネーズを見るたびに自分たちのことを思い出してくれたら」という思いも込められている。ただし当初はこの名前を吉本へ申請した際、「ブラック」はイメージがいまいち良くないとして一時保留扱いとなっていたが同時期にブラックビスケッツのヒットがあったため、イメージが払拭されて申請が通った旨を明かしている。

### 大阪時代
- 『M-1』優勝前の大阪時代には8か月無休で仕事があったが、月の給料が25万円程度だった月が2回あったと述べている[8]。
- 下積みが長く、何組もの後輩がブラマヨより先に売れていた。『新しい波8』（フジテレビ）のオーディションを受けるも不合格となり、同番組に合格した後輩のキングコングやインパルスに対して「あいつら顔だけで選ばれたんや」と毒付いていた。しかし吉田が堤下敦（インパルス）と初めて会った際、「（後輩だけど）テレビに出てる人や」と怖気付いて何も言えなかった。この件で考えを改めた吉田は小杉へ「俺らいつまでも後輩の悪口言ってる場合とちゃうぞ。まずはテレビに出な何もならへん」と発破をかけ、コンビとして前向きな姿勢を持つようになった[9]。
- 吉田が先輩で、コンビ揃って同じテレクラでバイトしていた[10]。
- お笑いDVD『ブラックマヨネーズの∞無限大番長』より同じアパートの別の部屋に住んでいた。入居を決めた際、4階と5階に1つずつ空き部屋があったがそのアパートにはエレベーターがなく、「吉田はいつもネタを考えてくれたりして大変だから、せめて1階分の上り下りだけでも楽をさせたい」と小杉は自ら進んで5階を選んだ。吉田はそのことに感謝しているという。理由として当時既にビッグネームであったダウンタウンやとんねるずの「相方の電話番号を知らない」「相方とはビジネスパートナーの関係」という発言を格好良いと受け止める風潮が若手芸人の中にはあったが、ブラマヨは「ダウンタウンさんやって若手の頃は、2人で濃密な時間を過ごしていたはずで、だからこそ今がある。売れた後の発言を聞いて上辺だけを真似するのは違う」と考え、いつでもネタ合わせができるようにするためと述べている。
- 小杉は東京での仕事が増え始めた頃からと引っ越しを考えていたが、吉田の「まだや」という考えの下で東京ではホテルの連泊を続けていた。当時大阪の吉本芸人が宿泊していたホテルアイビス六本木には100泊以上したと言っている[11]。

### 『M-1グランプリ』優勝
- 2005年になってからはネタのスタイルと作り方を一新、「ラジオのように2人で喋りながらネタを作りたい」という吉田の提案によって、それまで吉田1人でやっていたネタ作りを2人で1から行うようになった。これが功を成してか、同年の『M-1グランプリ』で決勝戦進出を果たす。
- 決勝戦で披露した2本のネタは半年以上前の2月ごろに出来上がっていたが、ネタの鮮度を保つため封印していた。春先の漫才特番では、我慢できず腕試しも兼ねて一度だけ披露したものの後はそのネタを封印し続け、『M-1』決勝戦で満を持してのお披露目だった。
- ファーストラウンドでは直前の出番だったチュートリアルが演じた「バーベキュー」で審査員の松本人志（ダウンタウン）から絶賛され、吉田は「死ぬほど羨ましかった」という。小杉は舞台袖で人のネタを聞くのが嫌いなため、控え室で見ていた。ブラックマヨネーズは5番手で登場し、「ボウリングの球の扱い方」を披露。王道だがオーソドックスな漫才の強さ、ネタの完成度が高評価されファーストラウンドを1位で通過。大竹まことから「別に新しいことをやらなくても十分面白いと再認識した」、島田紳助からは「4分の使い方が上手い」と称賛された。
- 最終決戦は3番手を選び、「喧嘩の強い男を目指そう」を披露。7人中4票を獲得して優勝を掴み取った。彼らの登場以後、4分間をいかに上手く使うかが『M-1』で勝つための重要なポイントになった[12]。
- 1本目のネタ中に小杉は喉の奥から「膿栓（俗称・臭い玉）」が飛び出してしまい、思わず口からも飛び出そうになった。「口から玉が出たらお客さんの気が散る」「玉が潰れたら異臭騒ぎになる」と咄嗟の判断により舌を使って歯の裏に隠し、出番終了後に膿栓を吐き出し舞台の裏に置いて事なきを得た[13][14]。
- 優勝インタビューで吉田の「結果求めんとやったのがよかった」というコメントが、誤って「結果求めてやったのがよかった」と新聞に載ってしまった[要出典]。
- 2006年以降の『M-1』には、「今の環境では自分たちの納得できる漫才を披露することはできない」という理由から出場を辞退している[要出典]。
- フットボールアワーの後藤輝基はこの年に優勝したブラマヨの漫才を見て衝撃を受けた事を翌年(2006年大会)のM-1再戦の理由の1つに挙げている[15]。

### 評価
- 松本人志はラジオ番組『放送室』（TOKYO FM）にて、彼らが出演していたフジテレビのネタ番組を観て「あいつら楽しんどるもんなー。技術、才能はもちろん必要やけど、本人らが楽しんどるかどうかが大きい。ブラマヨばっかり誉めて申し訳ないけど、やっぱ面白い」「あの漫才スタイルはやろうと思ってできるものやない。きっと自然にああいう形になったんやと思う。乗ってたわ」と賞賛した。またダウンタウンに影響されたコンビが多い中で、ダウンタウンの影響を受けなかった点も評価している(ただし、小杉のツッコミは浜田雅功（ダウンタウン）からの影響を受けている)。それに対し、放送作家の高須光聖も「何度見ても笑える漫才」と絶賛[16]。また、『M-1』優勝後の放送回では『M-1』時のメンバーの風貌（彼曰く「汚い、華がない」）が若手時代のダウンタウンによく似ていると語り、松本は「あそこまでひどくないやろ」と苦笑している。
- ビートたけしは気に入っているお笑い芸人としてブラマヨの名前を挙げ[17]特に雛壇芸人としての彼らの才能を称賛し、「失礼な言い方だけどメインがいて、横にいてサポートするのは巧えなあと思う」と述べている[18]。また自身が審査委員長を務める『ビートたけしのエンターテインメント賞』（東京スポーツ新聞社）で、日本芸能大賞を受賞したブラマヨについて「バラエティでの“保険”だね。この2人がいると安心して見ていられる」と絶賛した[19]。
- ABC朝日放送の演出家・矢澤克之はブラマヨが全国区になる以前から評価し、自身の初プロデュースする『ビーバップ!ハイヒール』（朝日放送テレビ）に彼らをレギュラーに起用、その年には『M-1』王者になった。後に矢澤はテレビ雑誌のインタビューで「この業界に入って早々に、ダウンタウンの面白さを目の当たりに受けた時の衝撃と同じモノを彼らから感じました」と絶賛。その翌年には、同じくレギュラーに抜擢していたチュートリアルも優勝している。
- 徳井義実（チュートリアル）は同期のブラマヨが先に『M-1』王者となったことに関して、「M-1を先に獲られたことよりも、ブラマヨの面白さが全国にバレてしまった。一旦噴火したらどこまでも行くだろうな、と思った」と語っている[20]。
- 同世代の有吉弘行は『ブラマヨとゆかいな仲間たち アツアツっ!』（テレビ朝日）へ出演時、「ブラマヨがね、人気が無くなったりとか、面白くないって言われて消えて行く事って絶対無いと思うのよ。こんだけ腕があって、誰からも面白いって言われてて。俺ら世代の大トリだもん」と発言している[21]。
- 陣内智則もブラマヨの才能に早くから気付いており、自らがMCを務めるイベントのレギュラーにブラマヨを抜擢して売れる足掛かりを作った。これにはブラマヨも感謝しており、「陣内さんがいなければ今のブラックマヨネーズはなかった」と語っている。また陣内は、2005年の『M-1』決勝戦の前にブラマヨからどのネタをかけるのかを聞いており、「あのネタなら間違いなく優勝する」と確信。『M-1』決勝戦が行われた時間帯に陣内は移動中で、結果は知らなかったが吉田に「優勝おめでとう」というメールを送った。ただし自分が可愛がっていた後輩がブレイクしたことに寂しさも感じているようで、「俺のブラマヨが遠くに行ってしまったと感じるのが嫌」という理由でブラマヨが出演しているテレビは観ていないとのこと[22]。
- 吉本の専門誌『マンスリーよしもと』の編集長を7年半務めた尾北有子が編集長を卒業する2007年12月号で、最後にやりたい企画として巻頭特集「ブラックマヨネーズA to Z なぜ あなたは彼らを愛さないのか?」を企画した。この企画でテリー伊藤は「飼いならされた笑いに慣れてしまった人たちよ、ブラックマヨネーズを観ないでどおすんだよ!?」とコメントしている。
- ネタのスタイルや作り方を変えて一気に躍進したのもあって、フットボールアワーは『M-1』で急にブラマヨの漫才が面白くなっていることを目の当たりにして笑えない程ビックリしたと話している。
- GACKTはブラマヨの大ファン。そのきっかけは映画の海外ロケでスケジュールの過密さ故、精神的に追い込まれていたGACKTへ事務所のスタッフから「これを見てみてください」と言われて、見たのが『M-1』でのブラマヨの漫才だった。後に、GACKTが「ブラマヨは命の恩人」と感謝するほど救われたらしい。その後はコンサートに2人を招き、彼らはネタを披露した。ネタ終了後にGACKTは自分のファンに向かって、「俺たちの力で、次の時代のダウンタウンをつくろうぜ!」と呼びかけた。
- 木村拓哉も「GACKTさんと同じぐらい好きだ」「テレビにブラマヨが出ていたら、チャンネルは変えません」と発言している[23]。また、小杉のTwitterのフォロワーの約6000人が木村のファンである[24]。

### コンビ間のエピソード
- コンビ仲が良く、吉田の携帯メモリのNo.0は小杉で小杉の携帯電話のメモリのNo.1は吉田になっている。吉田は小杉の代わりがいないという意味でNo.0、小杉は有事の際に一番に連絡を取りやすいことからNo.1に登録している。また、家族と小杉が同時に溺れている時に助ける優先順位は「弟＞小杉＞両親」だと語っている。東京に位置する吉田の新居に小杉が遊びに行ったりすることも。ネタ作りの中心を担っている吉田に気を遣い、小杉は吉田が休めるよう月に一度大阪でソロライブをやったり、『M-1』優勝時は吉田に「賞金を折半してええんか?」と聞いてきたりなど優しさを覗かせている。また楽屋で2人きりでも、よく会話を交わす珍しいコンビだと自ら認めている。恋愛に関する相談をお互いにする。このことから後輩の井上裕介（NON STYLE）曰く「お姉ちゃん（=女性）関係だと（ブラマヨが）異常に仲良しになる」と述べている。
- 小杉の髪が薄くなり始めた頃、まだ気持ちが吹っ切れていなかった小杉は楽屋で先輩たちからネタにされる度に芸人を辞めてやろうと何度も過った。しかし吉田は小杉が「ネタにして笑いを獲っていい」と言い出すまで、楽屋ネタとしては勿論プライベートでも小杉の髪について触れることは決してなかった。小杉は吉田のこの気遣いに対して非常に感謝している。
- 2008年7月、仕事などでコンビでタクシーに乗る際は後部座席に2人とも座るのではなく、助手席と後部座席に分かれて座っている。後部座席の「こんもり」している所に足をかけていたのを責められた小杉が助手席へ座るようになった。しかしその状態でも普通に会話はする。助手席に座っている小杉の携帯のメールの内容を後部座席に座っている吉田が覗いたりすることも頻繁にあるという。吉田は小杉が助手席に行っても「こんもり」は利用していないと話している。さらに後部座席の中でも必ず助手席の後ろに座っており、その理由として「運転席の後ろは安全と言われているため、小杉を前に行かせておいて自分だけそこに座るわけにはいかないから」と話し、小杉を呆れさせている。（後でTV局から支給される）タクシーの料金を払うのは毎回小杉だが、吉田はタクシーを先に降りた後で支払いを終え出てくる小杉を待ち、「（払ってくれて）ありがとう」と声を掛けてから歩き出している。このエピソードを聞いた後藤輝基（フットボールアワー）は「そんなんなかなかできないですよ」と驚いている[25]。
- 『ビーバップ!ハイヒール』において今言いたいことをボードに書いて見せるという企画が行われた際、他の出演者が無難な内容を書く中で吉田は「小杉へ、いつもありがとう。お前のお陰で今の俺がいる。本当にありがとう」と小杉への感謝のメッセージを書いた。
- プロ野球では、小杉が大の読売ジャイアンツファンで、吉田が大の阪神タイガースファンである。

### 女性との交流
- ブラマヨのファンを公言できない女性ファンが多いとの説から、こっそり応援できるようにと公式グッズのクリアファイルには2人の顔が内側に印刷されており、表面は黒字にロゴのみで一見彼らのグッズとは分からないようになっている。近年、ラジオ番組『ブラックマヨネーズのずぼりらじお』（朝日放送ラジオ）内で2003年に作成されたMARS16（大阪のファッションブランド）とのコラボレーションTシャツが話題になり、希少価値からかオークション等で高値で取引されている。
- 『ネプリーグ』（フジテレビ）にはゲスト出演者としてはたびたび出演し、比較的ネプチューンチームに加入する機会が多いもののゲストチームとして出ることもある（芸人チームなど）。その番組内では吉田が相手チームの出演者の女性（優木まおみ、水野裕子など）に一目惚れをして、それに小杉や名倉潤（ネプチューン）らがツッコんでいくのがお約束。
- 2人ともアイドルには興味がなかったものの『スター姫さがし太郎』（テレビ東京）の共演を機に2人ともSKE48のファンになり、その中でも木崎ゆりあ（元SKE48・AKB48）のファンである。

## 賞レース成績・受賞歴など

### M-1グランプリ（成績）
2005年での決勝戦進出の際、結成年が「1998年」とされていた。
| 年     | 結果       | エントリーNo. | 決勝戦キャッチコピー | 備考                       |
| ------ | ---------- | ------------- | -------------------- | -------------------------- |
| 2001年 | 準決勝敗退 | 160           |                      | 当時は敗者復活戦なし       |
| 2002年 | 準決勝敗退 |               |                      |                            |
| 2003年 | 準決勝敗退 | 1897          |                      |                            |
| 2004年 | 準決勝敗退 | 2602          |                      |                            |
| 2005年 | 優勝       | 3365          | モテない男たちの逆襲 | ファーストラウンド 1位通過 |

### その他
- 1996年 第17回マンザイ新人コンクール 香川登枝緒賞（吉田のみ、『ツインテール』時代）
- 2000年 第21回ABCお笑い新人グランプリ 新人賞
- 2001年 第22回ABCお笑い新人グランプリ 新人賞
- 2002年 第23回ABCお笑い新人グランプリ 優秀新人賞
- 2002年 第37回上方漫才大賞 新人賞
- 2002年 平成14年度NHK新人演芸大賞 演芸部門 大賞
- 2003年 第32回上方お笑い大賞 最優秀新人賞
- 2011年 第46回上方漫才大賞 大賞

## 出演

### テレビ

#### レギュラー番組
現在
- ホンマでっか!?TV（2009年10月19日 - 、フジテレビ）
- ウラマヨ!（2010年4月10日 - 、関西テレビ）MC
- ニンゲン観察バラエティ モニタリング（2012年10月24日 - 、TBS）MC
- ブラマヨ弾話室 〜ニッポン、どうかしてるぜ!〜（2014年4月27日 - 、BSフジ）MC

過去
- 発見!仰天!!プレミアもん!!! 土曜はダメよ!（2003年9月27日 - 2011年3月26日、読売テレビ）
- ビーバップ!ハイヒール（2005年4月7日 - 2020年3月26日、朝日放送）チュートリアルと交替で隔週出演。
- ヨシモト∞（2006年8月13日 - 2008年12月31日、よしもと劇場）
- 悲宝館（2007年4月6日 - 9月21日、テレビ朝日）
- ブラマヨ・チュートのまる金TV（2007年4月6日 - 2008年3月28日、読売テレビ）MC
- 業界技術狩人 ギョーテック（2007年10月5日 - 2009年9月18日、テレビ朝日）
- 近未来×予測テレビ ジキル&ハイド（2008年1月27日 - 2009年2月22日、朝日放送）
- マヨブラ流（2008年4月5日 - 2009年3月21日、読売テレビ）MC
- ブラマヨとゆかいな仲間たち アツアツっ!（2009年4月9日 - 2016年4月2日、テレビ朝日）MC
- マヨブラジオ（2009年4月11日 - 2011年12月24日、読売テレビ）MC
- 地元応援バラエティ このへん!!トラベラー（2009年7月7日 - 2012年9月25日、中京テレビ）MC
- ウェルカムTV（2009年10月18日 - 2010年9月4日、テレビ東京）MC
- 世界笑える!ジャーナル（2010年4月21日 - 8月15日、TBS）MC
- スター姫さがし太郎（2010年9月11日 - 2011年9月24日、テレビ東京）MC
- おもろゲ動画SHOW 投稿!1000000000ビュー（2010年10月13日‐2011年3月23日、TBS）MC
- ブラマヨ衝撃ファイル 世界のコワ〜イ女たち（2011年4月12日 - 2012年3月13日、TBS）MC
- ラグマヨ!ラグビー日本代表応援宣言（2011年4月23日 - 8月28日、日本テレビ）MC
- ブラマヨの世紀の和解SHOW（2011年8月6日 - 9月24日、日本テレビ）MC
- 脳内ワードQ ヒキダス!（2012年1月17日 - 3月27日、TBS）
- くせになるややこしさ ブラックマヨネーズのハテナの缶詰（2012年1月27日 - 2015年3月27日、読売テレビ）MC
- ブレインアスリート（2012年4月1日 - 6月3日、日本テレビ）MC
- ピロロン学園（2012年4月11日 - 9月19日、日本テレビ）
- 奥の深道〜同類くんの旅〜（2012年4月13日 - 8月24日、フジテレビ）MC
- 金銭感覚お試しバラエティ カカクの王様（2012年4月16日 - 7月23日、TBS）MC
- お金がなくても幸せライフ がんばれプアーズ!（2012年10月19日 - 2013年9月13日、テレビ東京）MC
- ブラックミリオン（2013年4月6日 - 2014年3月29日、テレビ東京）MC
- 腹ペコ!なでしこグルメ旅 → ブラマリのいただきっ!（2013年10月4日 - 2015年6月12日、テレビ東京）MC
- 村上マヨネーズのツッコませて頂きます!（2013年10月21日 - 2021年9月27日、関西テレビ）MC
- 不思議探求バラエティー ザ・世界ワンダーX（2014年10月19日 - 2015年3月8日、TBS）MC
- ラジオな2人（2015年3月3日 - 2016年9月18日、Dlife）MC
- マヨなか笑人（2015年5月8日 - 2019年9月28日、読売テレビ）MC
- ブラ迷相談部 その悩み!小杉と吉田まで（2017年4月6日 - 2019年3月28日、東海テレビ）MC
- つづきはテレビでTV（2020年6月27日 - 2021年3月13日、読売テレビ）MC
- なるトモ!（読売テレビ）
- せやねん!（毎日放送）
- バイキングMORE（2015年3月30日 - 2022年3月29日、フジテレビ）月曜→火曜MC[30]

#### 特別番組
＊MCもしくはメインキャスト
現在
- 池上彰の関西人が知らないKANSAI（2017年6月20日・2018年3月20日・2019年1月29日・2020年1月14日・2021年1月12日・2022年1月4日・2023年1月10日・2024年1月9日・2025年2月11日、関西テレビ） MC[31]
- 漫才Lovers（2024年2月 - 、読売テレビ） MC
  - ytv漫才新人賞（2024年 - 、読売テレビ）MC[32]

過去
- ブラマヨ最強宣言（2006年7月1日、朝日放送）MC
- MR.レッドゾーン（2007年1月3日、フジテレビ）
- 史上空前☆最笑の戦い 名古屋発天満行き30時間ブラマヨvsチュートリアル（2007年3月18日、関西テレビ）
  - ブラマヨvsチュート 史上空前!最笑の戦い〜夏バトル〜（2007年9月18日、関西テレビ）
- ブラックマヨネーズの学生ボウリング甲子園（2008年9月26日・2009年9月15日・2010年9月7日・2011年8月14日）MC
- ブラマヨえるバー～人生の新商品が集まるお店～（2009年10月28日、中京テレビ）MC
- チュー次課ブラ爆弾 よしもとNEXT4（2010年1月6日・8月7日、朝日放送）
- 一度試してみたかった 前代未聞の大実験TV 殿の決断ショー（2010年9月29日、TBS）
- 戦え!極限バトルSP ～アイツに勝てば100万円～（2010年10月15日、テレビ朝日）
- チュートリアル×ブラックマヨネーズ 天下取り宣言（2011年1月2日・2012年1月3日、関西テレビ）MC
- アイデア買い取り宣言!ブラマヨの黄金ロイヤリティー（2011年1月2日、関西テレビ）MC
- なるみ・ブラマヨの叫びまショウ!〜これを知らないなんて!どうかしてるぜ!〜（2011年1月6日、朝日放送）MC
- ブラマヨ密会～アッコとナニワでヒーハーどうかしてるぜSP～（2011年3月20日、読売テレビ）
- あの事件はどうなった?解決!マヨネーズ!!（2011年4月13日、日本テレビ）MC
- 水トク!（TBSテレビ）
  - タカトシ☆ブラマヨの友達になりたい!（2011年4月17日）
- 爆笑問題&ブラックマヨネーズのニュースの金庫番（2011年6月11日、日本テレビ）金庫副番長
- ザ・追跡スクープ劇場（2011年8月5日・11月11日・2012年2月3日・2月17日・9月25日、日本テレビ）MC
- ブラマヨ自転車部（2011年12月27日・2012年12月27日・2013年2月11日・8月31日・9月16日・12月27日・2014年2月11日・日本テレビ）MC
- ブラマヨの初心忘るべからず（2012年1月4日、朝日放送）
- 男と女と罪と罰!! 本当にあった隣の事件ファイル（2012年6月26日、テレビ東京）MC
- ブラックスポーツ（2012年7月5日、TBS）MC
- 噂のマヨつば話!一斉捜索SP（2012年10月4日、TBS）MC
- ブラックマヨネーズのネホりん!ハホりん!（2012年 - 2013年、読売テレビ）
- 笑える新世代の逆襲 よくできたネタ!テン（2013年4月1日、TBS）MC
- 謝りたい人がいます（2013年4月8日・8月21日・12月27日・2014年6月19日）MC
- ワダマヨの“私は絶対ダマされない” こっぴどくダマされた人から学ぶ10の法則|ワダマヨの“私は絶対ダマされない” 〜こっぴどくダマされた人から学ぶ10の法則〜（2013年11月22日、テレビ東京）MC
- バナナマンとブラックマヨネーズのにんげんだもの（2014年12月26日、TBS）MC
- ブラマヨのウルトラV ～しくじった人々～（2015年1月3日、朝日放送）
- モモコ・ブラマヨの人類最強なにわのオカンティーチャー（2015年8月9日、毎日放送）MC
- バナナブラマヨの新しい法律を作る会（毎日放送）
- ブラマヨ神ゴッドリサーチ~テレビのネタ元はコレだ!（2016年3月28日、BSスカパー）MC
- 風神雷神（2016年6月12日、読売テレビ）MC
- ブラックマヨネーズの芸能界未解決事件（2016年7月8日、朝日放送）
- ネクストブレイク（日本テレビ）
  - 怒れる子どもモンスタークエスチョン「鬼問」（2016年9月29日）MC
  - ブラマヨの胸キュン!愛の告白委員会（2017年4月30日）MC
- ブラマヨの大みそかスポーツ祭り!どうかしてるぜ3番勝負&ココだけの話SP（2016年12月31日、関西テレビ）
- ブラックマヨネーズ結成20周年特別番組逆襲の3軍!~青春時代1軍やったヤツ（2017年9月26日、関西テレビ）
- ブラマヨのプロ野球言いたい放題サミット2017（2017年12月2日、関西テレビ）
- ブラマヨの狙え!スポーツ☆ペガス～アスリートvsよしもと芸人 このバトル～（2018年3月24日、関西テレビ）
- ギリギリ昔話（2018年6月30日・12月29日、フジテレビ）MC
- アノ人が解禁告白!『私、地獄を見ました』～どん底からの逆転生還ストーリー～（2018年7月3日、関西テレビ）MC
- THEICEブラマヨのフィギュアオールスター夏祭り（2018年8月4日、関西テレビ）
- ACECOOK presents!!青春!ダンススタジアム高校ダンス日本一決定戦（2018年9月2日・2019年9月1日、関西テレビ）MC
- 44人の生徒に届け!M-1王者の母校にひとつだけの漫才（2018年11月25日、朝日放送テレビ）
- 探偵キング（2018年12月1日・2019年3月27日、フジテレビ）MC
- 今年一番ウケたネタ大賞（2018年12月23日・2019年12月28日・2021年12月30日・2022年12月30日、関西テレビ）MC
- 10万歩（2019年12月28日、毎日放送）モニタリング
- ちいさな世界の大きな問題（2020年1月5日、関西テレビ）MC
- ブラマヨがちよっと気になるTV ～ヒット企画のタネ、探してみました～（2020年2月17日、関西テレビ）
- 発見!ひらめきマネーそんな仕事あったんだ（2020年3月17日、関西テレビ）進行
- 火曜エンタ（2020年） → 日曜ビッグバラエティ（2021年）
  - 激かわモフモフ大連発〜どうぶつのキモチがわかる森〜（2020年8月22日・12月8日・2021年5月16日・10月10日、テレビ東京）MC
- バズれ!～“いいね“で人生変わる・・・かも?～（2020年10月5日、関西テレビ）MC
- 超お宝映像で振り返るM-1ランキング!豪華!!歴代王者&審査員が明かすBEST3（2020年12月13日、朝日放送）MC
- 今、一番やりたいネタ祭り2020（2020年12月30日、関西テレビ）MC
- ネタミちゃんとなかまたち（2021年9月12日・9月19日・12月12日・12月19日、2022年3月6日・3月13日、読売テレビ・中京テレビ）MC
- ブラマヨ&ゆりやんのいきなり合唱GP（2021年11月3日、ABCテレビ）MC
- 大阪マラソン2023 〜挑戦、その先へ〜（2023年2月26日、読売テレビ）MC
  - 大阪マラソン2024 〜踏み出せ!虹色（なないろ）の想い〜（2024年2月25日、読売テレビ）MC[33]
- ブラマヨ×業界神セブン 〜神のみぞ知る○○業界のスゴい話〜（2023年8月15日、ABCテレビ）[34]
- ひとり旅 ー芸人が書いた台本で旅に出てみたー（2024年1月21日、読売テレビ）MC[35]
- 関西198市町村に1週間住んでみた!（2024年2月17日・6月1日、テレビ大阪）- MC[36]
- カンテレ祭り!人気番組大集合!8ちゃめっちゃ生テレビ（2024年11月23日、関西テレビ）- MC[37]
- 高校野球応援特番 激闘のウラ側、全部見せます!〜記者たちの甲子園ノート〜（2025年7月20日、BSよしもと）- MC[38]
- ブラマヨのべた褒めグルメベスト10（2025年8月2日、テレビ大阪）- MC[39]

#### 不定期出演
- 爆笑オンエアバトル（NHK総合）戦績2勝6敗 最高477KB
- 笑点（日本テレビ）
- もしものシミュレーションバラエティー お試しかっ!（テレビ朝日） - 「全て当てるまで帰れま10（てん）」コーナーレギュラー。番組開始から出演していたが、2009年10月より裏番組『ホンマでっか!?TV』が開始されることに伴い、放送時間が重なるため出演していなかった。その後はゴールデン進出後の2010年5月10日放送分と2011年10月31日放送分のみに出演。
- お願い!ランキング（テレビ朝日）コーナーレギュラーとして月曜に「ブラマヨとゆかいな仲間たち」が放送されていたが、2011年3月28日の放送を最後に新たな冠番組として独立して再スタートとなった。
- ネプリーグ (フジテレビ)

1. 2007年6月18日 若手芸人チーム
2. 7月2日 ネプチューンチーム
3. 8月13日 芸人チーム
4. 10月15日 芸人チーム
5. 2008年1月28日 ネプチューンチーム
6. 3月24日 芸人チーム
7. 6月9日 ネプチューンチーム
8. 9月22日 芸人チーム
9. 11月3日 ネプチューンチーム
10. 2009年2月16日 ネプチューンチーム
11. 4月27日 ネプチューンチーム
12. 12月7日 ネプチューンチーム
13. 2010年4月12日 中堅芸人チーム

- めちゃ2イケてるッ!（フジテレビ） - 「恋のかま騒ぎ」コーナーレギュラー
- ホリさまぁ〜ず（TBS）準レギュラー
- リンカーン（TBS）準レギュラー
- 爆笑レッドカーペット（フジテレビ）キャッチコピーは「お笑いコンプレックス」→「スーパーコンプレックス芸人」
- クイズ!紳助くん（朝日放送）なにわ突撃隊

### ラジオ
- オンスト（YES-FM、2001年10月 - 2003年9月）
- ハイパーナイト火曜日 ブラック・チューズデイ（CBCラジオ、2002年4月 - 2003年3月）
- ブラックマヨネーズのずぼりらじお（ABCラジオ、2002年10月 - 2005年3月）
- ブラックマヨネーズのBlack'nラジオ（KBS京都、2004年10月 - 2005年3月、2005年10月 - 2006年3月）フリーウェーブ金曜日
- ゴーJ!（MBSラジオ、 - 2007年3月）

### ドラマ
- RESET SP（読売テレビ、2009年1月15日）
- 心はロンリー気持ちは「…」FINAL（フジテレビ、2024年4月27日）[40]

### ネット配信
- 指原莉乃&ブラマヨの恋するサイテー男総選挙（2017年4月11日 - 、AbemaTV）MC
- 全力TV（2019年3月2日 - 、AbemaTV）

### 映画
- 日常（エス・エス・エム、2006年）
- 日常〜恋の声〜（エス・エス・エム、2007年）
- 鋼の錬金術師 嘆きの丘の聖なる星（サントス（小杉）、カルロス（吉田））※声優[41]

### CM
テレビ
- コジマ 決算一斉値下げ（2006年）
- 大阪市 大阪市路上喫煙の防止に関する条例（2007年）
- 無添くら寿司（2008年）声のみ出演
- am/pm（2010年）声のみ出演
- ひらかたパーク
  - 「ひらパー兄さん出会い」編 （2010年）
  - 「ひらパー兄さんすり込み」編 （2010年）
  - 「ひらパー兄さん目撃」編 （2010年）
  - 「兄さん選挙・投票開始」編 （2010年）
  - 「兄さん選挙・どっちが好き?」編 （2010年）
  - 「吉田へ」編（2011年）
  - 「世界一の夏へ」編（2011年）
  - 「再び世界一へ」編（2011年）
  - 「三年間の軌跡」編（2011年）
  - 「ひらパー兄さんDX かくれんぼ」編（2012年）
  - 「ひらパー兄さんDX 駐車場」編（2012年）
  - 「ひらパー兄さんDXを探せ」編（小杉のみ出演・2012年）
  - 「パーライオン 完全に」編（小杉のみ出演・2012年）
  - 「パーライオン 気になってた」編（小杉のみ出演・2012年）
  - 「ひらかたパーク 祝100周年」編（小杉のみ出演・2012年）
  - 「ひらかたパーク 冬の想い出」編（小杉のみ出演・2012年）
- ROBRO TV（2010年）[42]
- 京楽産業 CRびっくりぱちんこ 爽快 水戸黄門2（2010年）
- カルビー「うま辛ポテト ヒ〜ハー!!」（2010年12月6日 - 2012年5月30日、前述の騒動を受け降板）
- 吉本百年物語 8月公演（2012年）
- テイルズウィーバー（2013年）
- 塩野義製薬「ニキビは皮膚科へ」（2013年10月 - ）
- 和食さと (2015年)
- アディーレ法律事務所（2017年）
- BOAT RACE振興会「姫たちだって Let's BOAT RACE」（2019年5月 - ） - 渡辺直美及び田中圭と共演

## 作品

### DVD
- ブラックマヨネーズの∞（無限大）番長
- マヨブラジオ・意地のガチンコマッチ

### 著書
- 時事マヨ -「ブラックマヨネーズ」のニュースプロファイリング
- ブラックマヨネーズ吉田敬のぶつぶつ

## 連載
- マンスリーよしもと「ブラックマヨネーズ吉田のぶつぶつ」（連載終了）
- 週刊ヤングサンデー「ブラックマヨネーズのニュースプロファイリング『時事マヨ』」（連載終了）
- 週刊プレイボーイ「ブラックマヨネーズのオレのが不幸や!選手け〜ん」（連載終了）
- YOOH!「ブラックマヨネーズの今月のヨシモト∞大阪な人」
- 幻冬舎 papyrus[パピルス] 「紺色のカラス」

## ライブ
- 2001年
  - 5月29日 - 「ブラックマヨネーズの吠えて吠えてうるさい」（baseよしもと/大阪）※初単独
  - 10月18日 - 「ブラックマヨネーズのホワイトケチャップ」（baseよしもと/大阪）
  - 12月6日 - 「ブラックマヨネーズのブラッキンマヨネイズ」（baseよしもと/大阪）
- 2002年
  - 2月21日 - 「ブラックマヨネーズのチャンピオンビーチ」（baseよしもと/大阪）
  - 4月11日 - 「ブラックマヨネーズの春よっしー春こっすー」（baseよしもと/大阪）
  - 6月10日 - 「ブラックマヨネーズの攻めて攻めてしつこい」（baseよしもと/大阪）
  - 9月2日 - 「ブラックマヨネーズの夏よっしー夏こっすー」（baseよしもと/大阪）
  - 11月4日 - 「ブラックマヨネーズのキレてキレて泣いた!」（baseよしもと/大阪）
  - 12月8日 - 「ブラックマヨネーズの吠えて吠えて名古屋」（吉本栄3丁目劇場/愛知）
- 2003年
  - 1月16日 - 「ブラックマヨネーズの雪よっしー餅こっすー」（baseよしもと/大阪）
  - 3月23日 - 「ブラックマヨネーズの咲いて咲いて蜂だらけ」（なんばグランド花月/大阪）
- 2004年
  - 1月25日 - 「ブラックマヨネーズの目からウロコ」（うめだ花月/大阪）
  - 2月29日 - 「ブラックマヨネーズPlesure2004」（うめだ花月/大阪）
  - 3月28日 - ブラックマヨネーズの「爆風」（うめだ花月/大阪）
  - 4月28日 - ブラックマヨネーズの「雷撃」（うめだ花月/大阪）
  - 5月30日 - 「ブラックマヨネーズのおもころナイト」（うめだ花月/大阪）
  - 6月25日 - 「ブラックマヨネーズの誕生日ラッシュ」（うめだ花月/大阪）
  - 7月18日 - 「ブラックマヨネーズの夏の闘魂」（うめだ花月/大阪）
  - 11月21日 - 「ブラックマヨネーズのヘイヘイライブ」（うめだ花月/大阪）
- 2005年
  - 1月23日 - 「ブラックマヨネーズの今年もよろしく」（うめだ花月/大阪）
  - 2月20日 - 「ブラックマヨネーズのいつかのメリー2月」（うめだ花月/大阪）
  - 3月20日 - 「ブラックマヨネーズのぴな祭り」（うめだ花月/大阪）
  - 4月29日 - 「ブラックマヨネーズのソロライブ」（うめだ花月/大阪）
  - 5月29日 - 「ブラックマヨネーズのハゲじゃないパギーだ!」（うめだ花月/大阪）
  - 6月 芝居もん ベルサイユのバラ（うめだ花月/大阪）
  - 6月19日 - 「ブラックマヨネーズの季節はトゥユ」（うめだ花月/大阪）
  - 7月31日 - 「ブラックマヨネーズのピチ月31日」（うめだ花月/大阪）
  - 9月25日 - （ブラックマヨネーズの9ギャツ25日」（うめだ花月/大阪）
  - 10月29日 - 「ブラックマヨネーズの10月ニジュウキュン」（うめだ花月/大阪）
  - 11月20日 - 「ブラックマヨネーズの11月パツカ」（うめだ花月/大阪）
- 2006年
  - 1月28日 - 「ブラックマヨネーズの1月丸出し」（うめだ花月/大阪）
  - 2月26日 - 「ブラックマヨネーズのイボ猪最強説」（うめだ花月/大阪）
  - 2月27日 陣内智則&ブラマヨ吉田 うだうだうしゃべります（うめだ花月/大阪）吉田のみ
  - 3月27日 陣内智則&ブラマヨ吉田 うだうだうしゃべります（うめだ花月/大阪）吉田のみ
  - 4月24日 陣内智則&ブラマヨ吉田 うだうだうしゃべります（うめだ花月/大阪）吉田のみ
  - 5月21日 「ブラックマヨネーズのソロロイベント」（うめだ花月/大阪）
  - 6月23日 「ブラックマヨネーズのソロイベトン」（うめだ花月/大阪）
  - 6月26日 陣内智則&ブラマヨ吉田 うだうだうしゃべります（うめだ花月/大阪）吉田のみ
  - 7月22日 「ブラックマヨネーズの、ザ・ソロイベント」（うめだ花月/大阪）
  - 7月31日 陣内智則&ブラマヨ吉田 うだうだうしゃべります（うめだ花月/大阪）吉田のみ
  - 8月19日 「ブラックマヨネーズのソロロイベント2」（うめだ花月/大阪）
  - 10月30日 陣内智則&ブラマヨ吉田 うだうだうしゃべります（うめだ花月/大阪）吉田のみ
  - 11月27日 陣内智則&ブラマヨ吉田 うだうだうしゃべります（うめだ花月/大阪）吉田のみ
- 2007年
  - 9月18日 小杉ライブ〜吉田とケンカした訳やないよ〜（うめだ花月/大阪）
  - 9月26日 陣内智則&ブラマヨ吉田 うだうだうしゃべります（うめだ花月/大阪）
- 2009年
  - 4月30日 「ブラックマヨネーズの東京引っ越し 祝11か月」（新宿シアターモリエール/東京）

## イベント
- ダイワハウススペシャル プロ野球オールスタースポーツフェスティバル（日本プロ野球選手会・讀賣テレビ放送主催、2012年12月6日開催、2013年1月6日日本テレビ系列放送）司会